# アタリア (小惑星)
アタリア (515 Athalia) は、小惑星帯に位置する小惑星である。
マックス・ヴォルフがハイデルベルクで発見し、ユダ王国第7代君主のアタルヤ (Athaliah, Atalja) にちなんで命名された。